# Ligne d'annonce de ligne continue en France

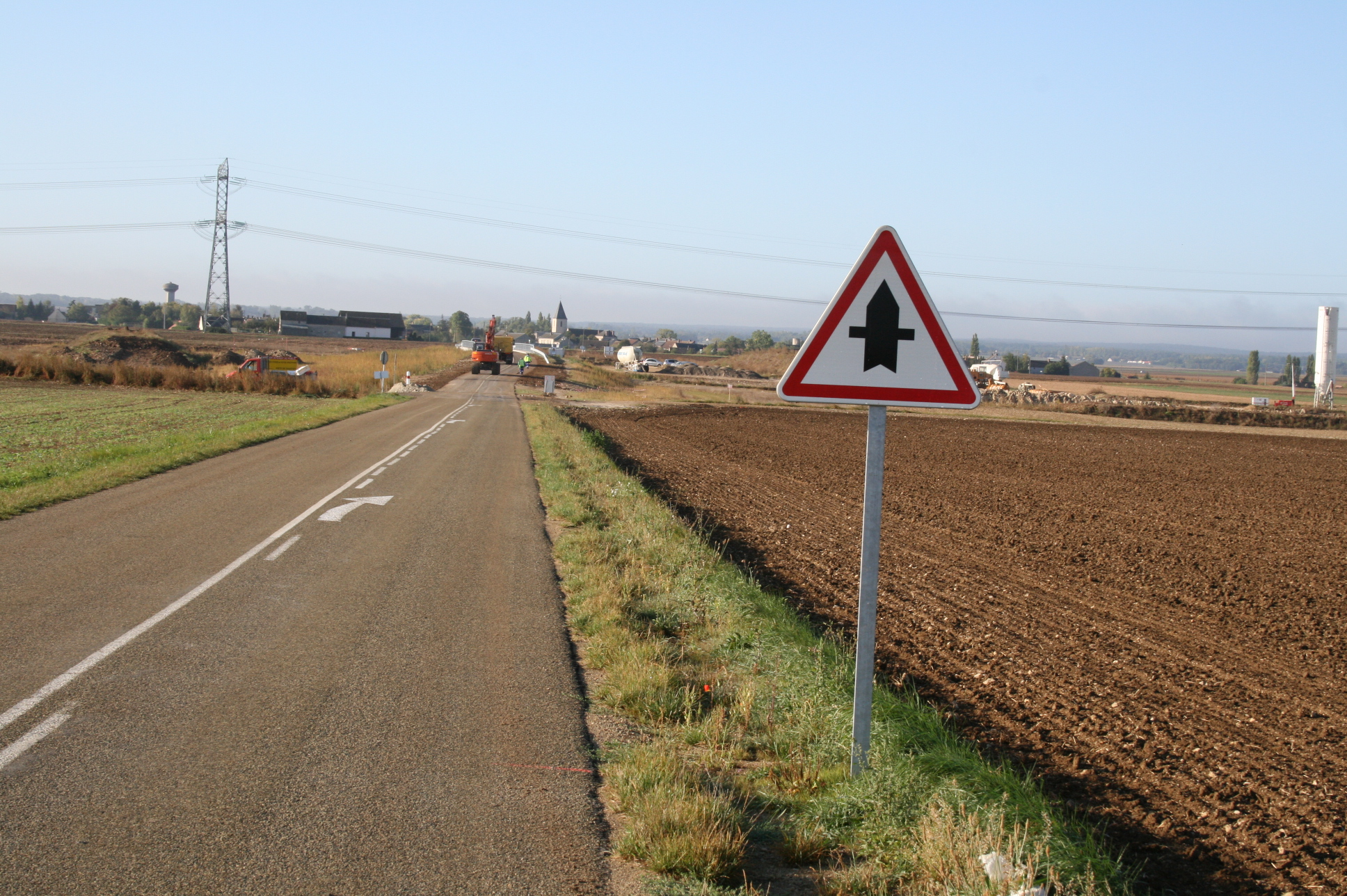
Ligne d’annonce de ligne continue sur une route de campagne française, et panneau de priorité ponctuelle de type AB2 au premier plan

Dans le domaine de la signalisation horizontale, une ligne d’annonce a pour objet de prévenir le conducteur de l'approche d'une ligne continue. Celui-ci ne doit dès lors plus entamer de dépassement à son niveau. 

## Usage selon le lieu

### Rase campagne
Sur les routes à deux voies, hors milieu urbain, toute ligne continue axiale est obligatoirement précédée d'une ligne d'annonce constituée par une ligne discontinue de type T3 de largeur 2u, elle-même complétée par des flèches de rabattement.

Ligne discontinue de type T3 d’annonce de ligne continue

Font exceptions les lignes continues complétant les lignes STOP et CÉDEZ-LE-PASSAGE lorsqu'il n'y a pas de marquage axial sur la section les précédant.

### Milieu urbain
En milieu urbain, la ligne continue doit être précédée d'une ligne T3 de longueur L que l'on peut marquer sans flèches de rabattement si les vitesses d'approche sont faibles.

## Distance de présignalisation
La longueur de cette ligne, appelée distance de présignalisation L, doit être adaptée aux différentes vitesses de référence, donc aux distances de visibilité Δ comme indiqué dans le tableau ci-dessous :
| V15 (en km/h)                   | 40     | 50     | 60     | 70     | 80     | 90     | 100     | 110     | 120     |
| Distance de visibilité Δ (en m) | 40     | 60     | 90     | 120    | 160    | 200    | 250     | 300     | 360     |
| L en mètres                     | 39     | 39     | 78     | 78     | 117    | 117    | 156     | 195     | 234     |
| Nombre de modulations de 13 m   | 3 X 13 | 3 X 13 | 6 X 13 | 6 X 13 | 9 X 13 | 9 X 13 | 12 X 13 | 15 X 13 | 18 X 13 |

Ligne d’annonce de ligne continue dans le cas d'une distance de 78 m correspondant à une V15 de 70 km/h

Sur les routes à trois voies, les lignes continues liées à un rabattement de voie avant un virage doivent être précédées par une ligne d'annonce de longueur L/3.

## Lignes continues de délimitations de voies
Les lignes continues de délimitation de voies sont précédées d'une ligne d'annonce de type T3 (sans flèches de rabattement)

## Contrôles de réalisation
Les contrôles usuels en matière de marquage sont les suivants :

### Contrôles dimensionnels

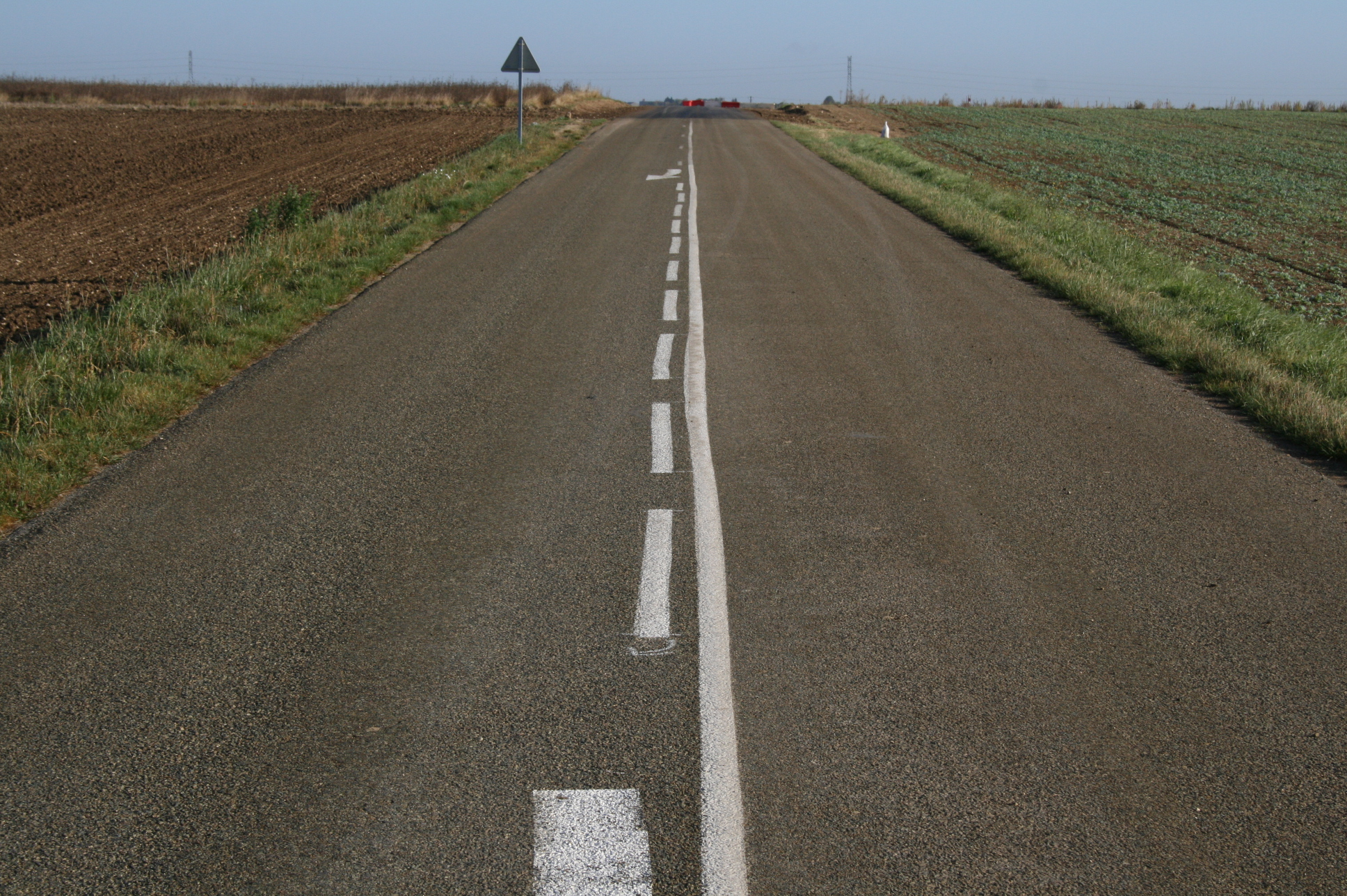
Ligne d'annonce non rectiligne

### Contrôles de blancheur
La flèche doit être visible de jour. Elle doit donc être blanche. L'examen visuel permet d'avoir un premier aperçu. Pour aller plus dans le détail, il convient d'utiliser un luminancemètre.

### Contrôles de rétroréflexion
La flèche doit être visible de nuit. Elle doit donc être rétroréfléchissante. 
Un premier contrôle visuel simple peut être fait : le contrôleur se positionne face à la flèche avec le soleil dans le dos. Il peut alors immédiatement voir l'homogénéité ou l'hétérogénéité de la rétroréflexion. Pour aller plus dans le détail, il convient d'utiliser un rétroréflectomètre.